# 典雅 (企业)
典雅（日语：／ Tenga ?）是一家总部设在日本東京的男性自慰用品品牌公司，成立时间为2005年3月25日。公司原名为典雅有限會社，後更名為典雅株式會社。公司創辦者松本光一曾是一名汽车修理工。
典雅旗下品牌TENGA的產品包括自慰杯、人体润滑剂等产品。